# Zonsondergang

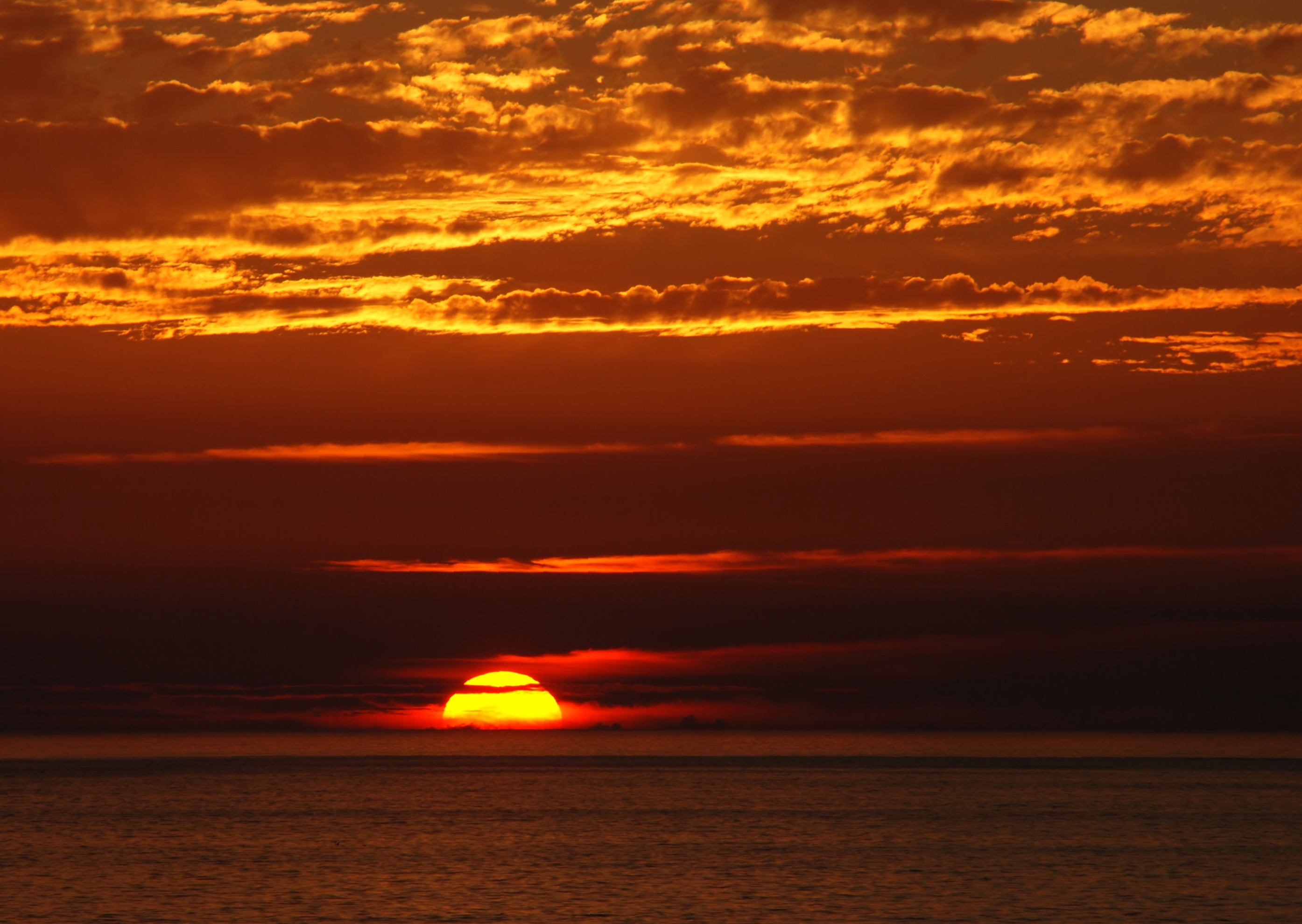
Zonsondergang bij Porto Covo aan de westkust van Portugal

Zonsondergang is het moment waarop de zon achter de horizon verdwijnt.
De zon is pas volledig ondergegaan op het moment dat de hele zonneschijf niet meer te zien is, waardoor de dagduur gemiddeld iets langer is dan de nacht; de nacht begint pas als de zon helemaal onder is en eindigt al op het moment dat het eerste stukje zon te zien is. Door reflectie in de atmosfeer blijft het nog wel enige tijd licht, waardoor zonsondergang niet gelijkstaat aan het moment wanneer het donker wordt.
De tijd tussen het moment waarop de zon al onder is gegaan terwijl het nog niet helemaal donker is, heet de avondschemering: schemering is dus een overgangsfase en zonsondergang is een moment. Het duurt 3 tot 4 minuten vanaf het moment dat het eerste randje van de zon achter de horizon verdwijnt tot aan de ondergang, ten gevolge van de diameter van de zon (0,53°). Deze duur is afhankelijk van seizoen en breedtegraad van de waarneming; vanaf de evenaar duurt het iets meer dan 2 minuten. Het moment waarop de zon ondergaat wordt vaak als het einde van de dag gezien.

## Merkwaardigheden
De zon is langer zichtbaar dan ze daadwerkelijk boven de horizon staat. Dit komt doordat de atmosfeer een verticale dichtheidsgradiënt vertoont: in de bovenlucht is de atmosfeer ijler dan aan het aardoppervlak (de druk daalt met 1% per 100 meter). Samen met het kleinere effect van de temperatuursgradiënt zorgt dit voor een lichtbreking die de zonnestralen rond de aarde ombuigt. Door dit effect wordt, zowel 's morgens als 's avonds, de tijd dat het licht is met in totaal zo'n 5 minuten verlengd. Een bijkomend gevolg van de dichtheidsgradiënt is dat de zon optisch wordt afgeplat.
De lucht is bij een laagstaande of ondergaande zon vaak rood of oranje gekleurd (avondrood) door de Rayleighverstrooiing. Deeltjes in de atmosfeer verstrooien blauw licht, waardoor de hemel meestal blauw oogt. De overige golflengtes blijven in de stralen van de zon, zodat de zon een iets gelere kleur krijgt. Bij een laagstaande zon worden ook de andere kleuren verstrooid, behalve rood (dat de grootste golflengte heeft en moeilijk te verstrooien is), waardoor de hemel rond en lager dan de zon rood kleurt. Overigens is het effect ook bij zonsopgang te zien, maar minder sterk omdat de lucht aan het begin van de dag minder stof bevat waardoor de verstrooiing minder is.
Onder gunstige atmosferische omstandigheden kan gedurende enkele seconden een groene flits waargenomen worden. Doordat in het avondrood voornamelijk lange golflengtes (rood) zitten, en kleurschifting vooral bij korte golflengtes (blauw) optreedt, is het resultaat iets er tussen in: de laatste stralen van de zon voor die helemaal verdwijnt, zijn groen.

## Afbeeldingen

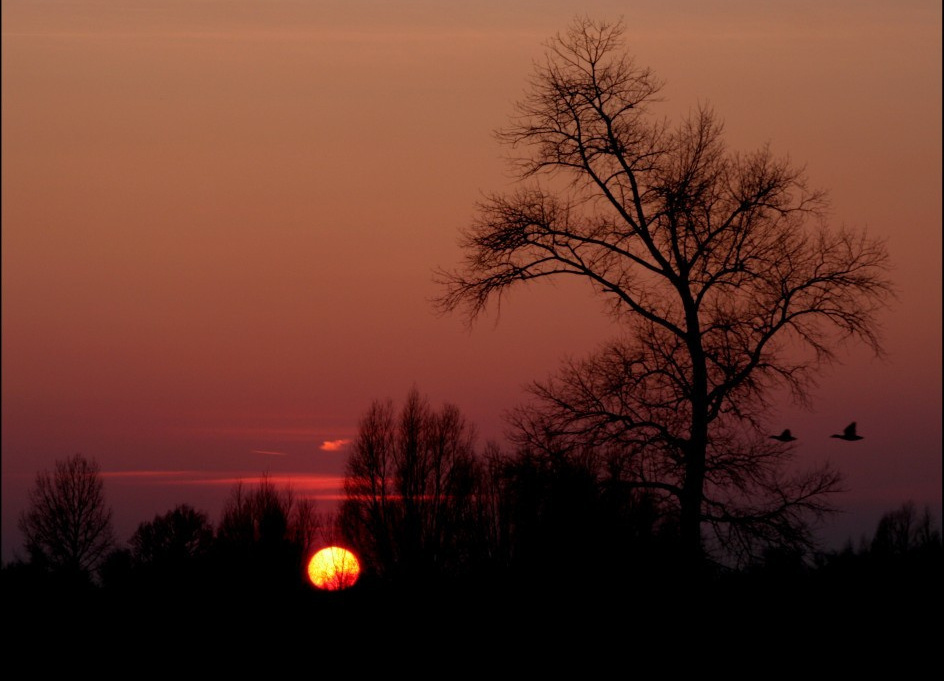
Zonsondergang in Noord-Brabant (winter)
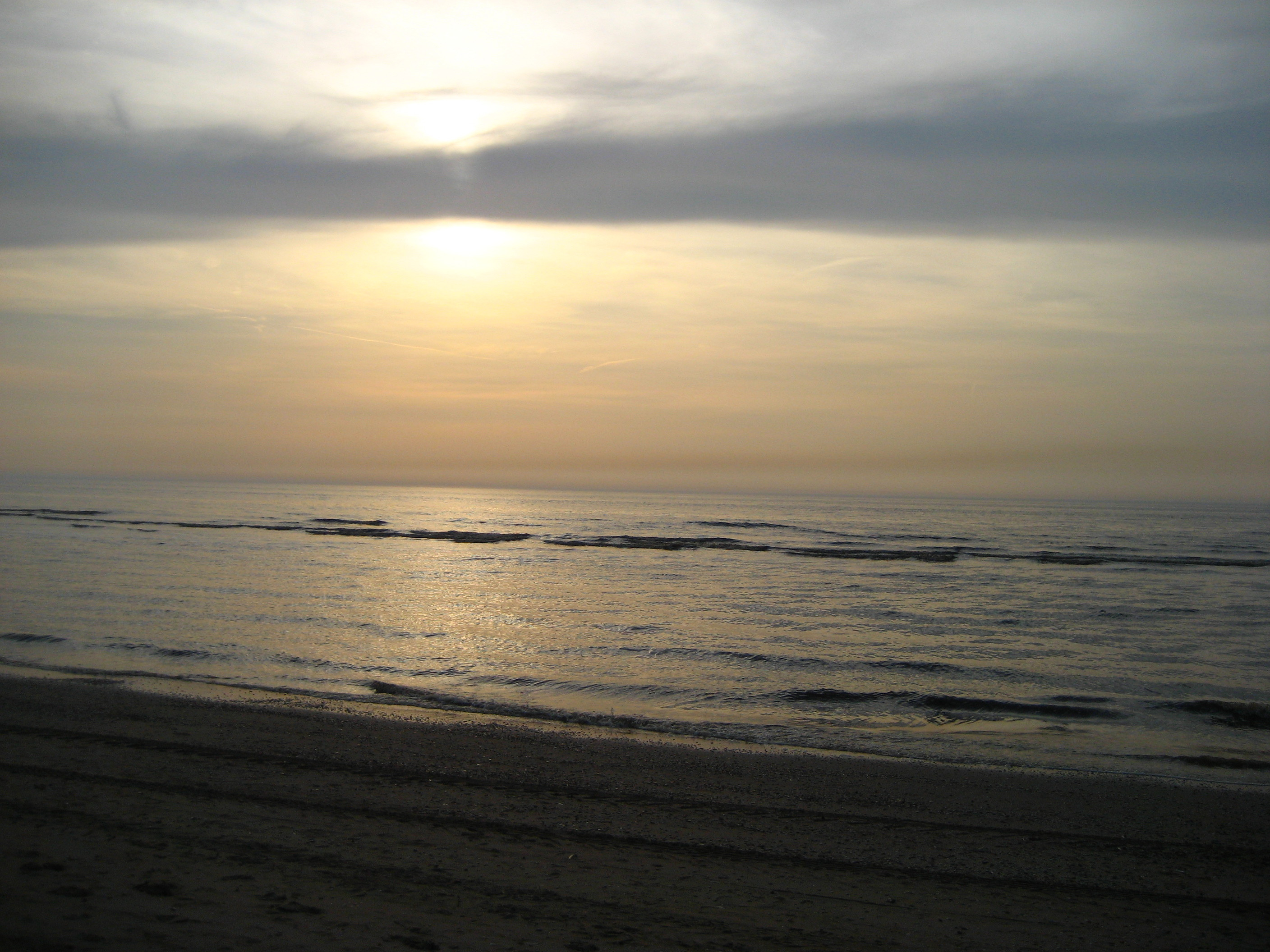
Zonsondergang in Zandvoort (voorjaar)
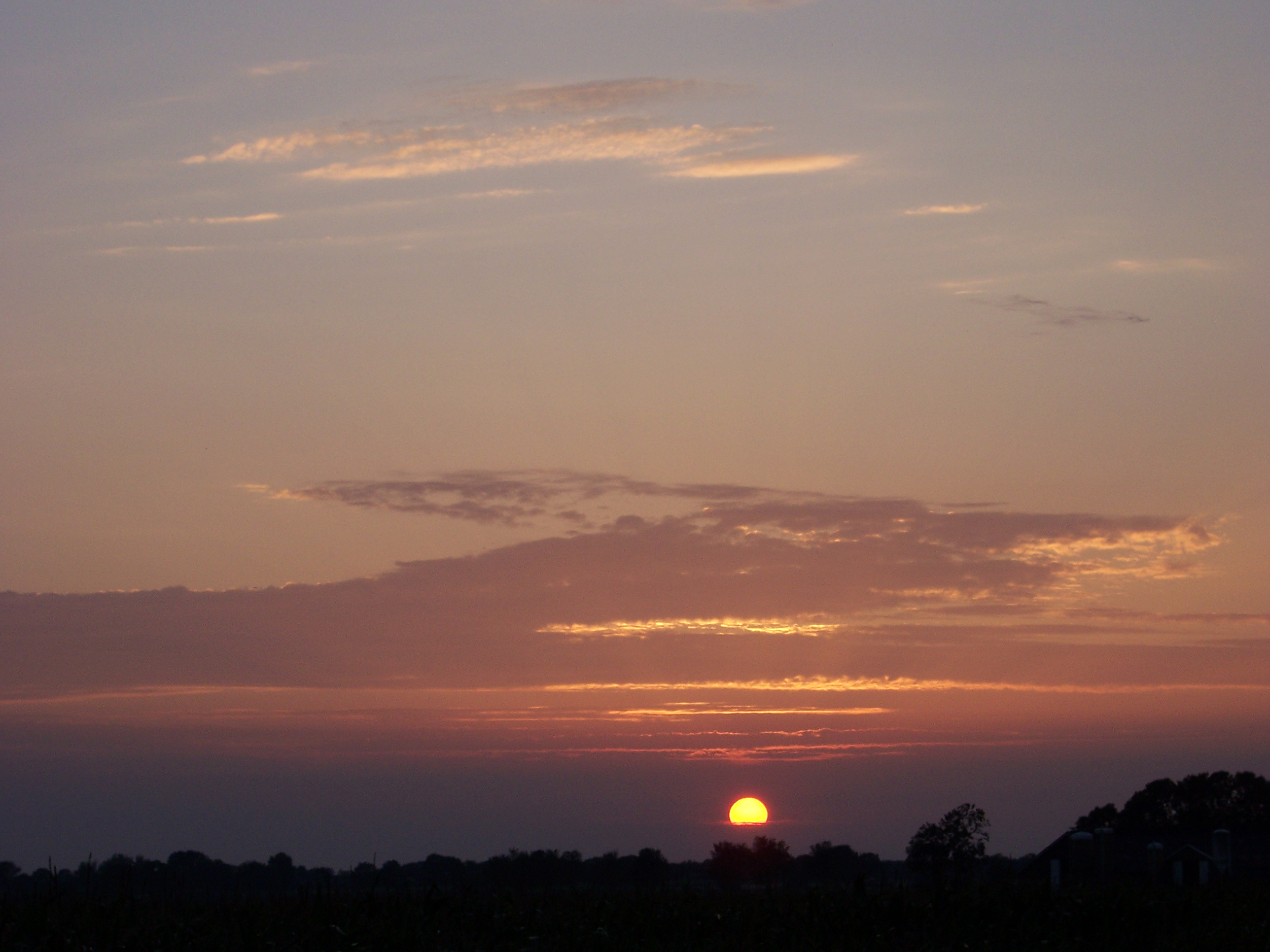
Zonsondergang in Steenwijkerwold, Overijssel (zomer)
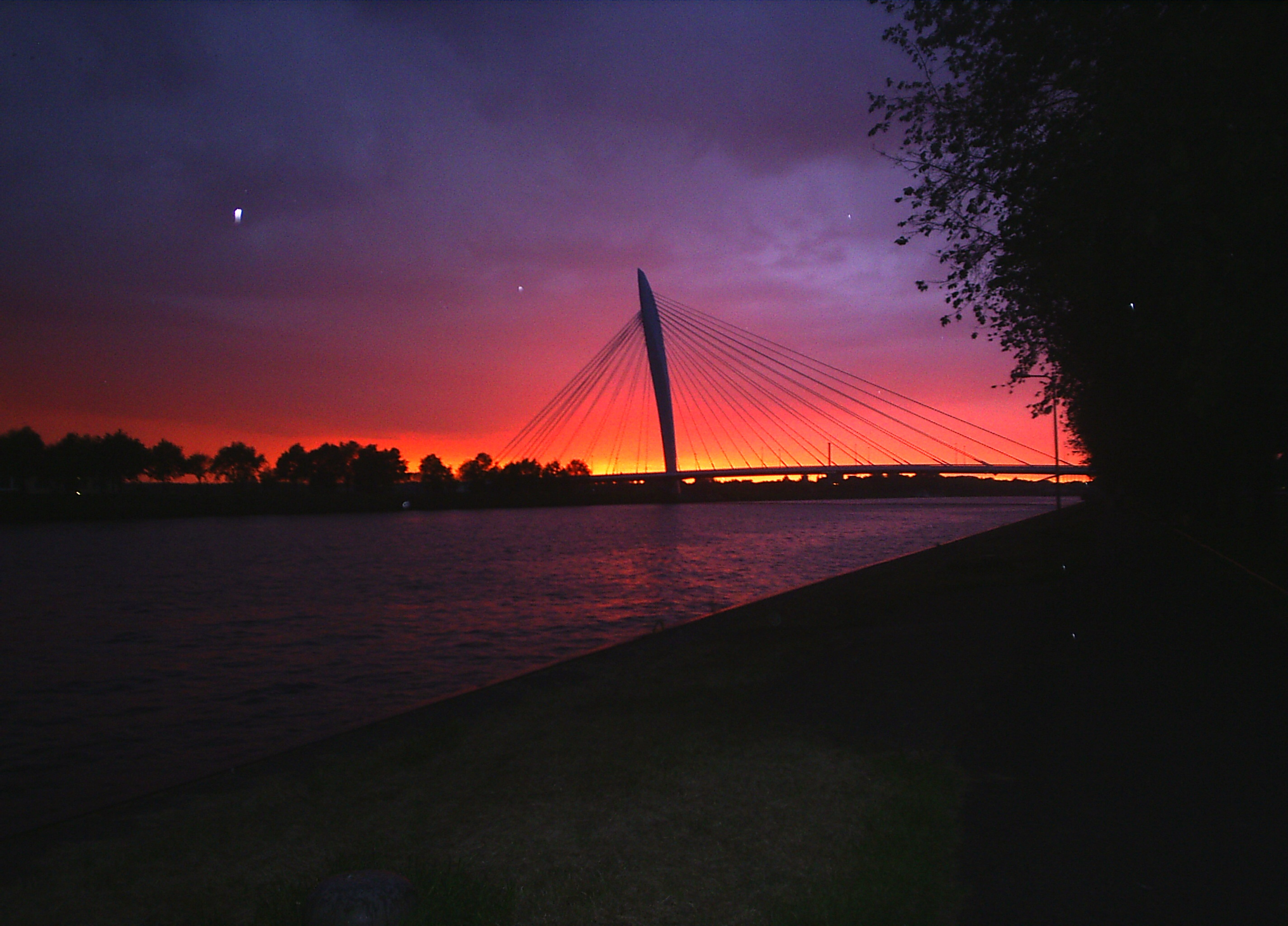
Zonsondergang bij de Prins Clausbrug in Utrecht
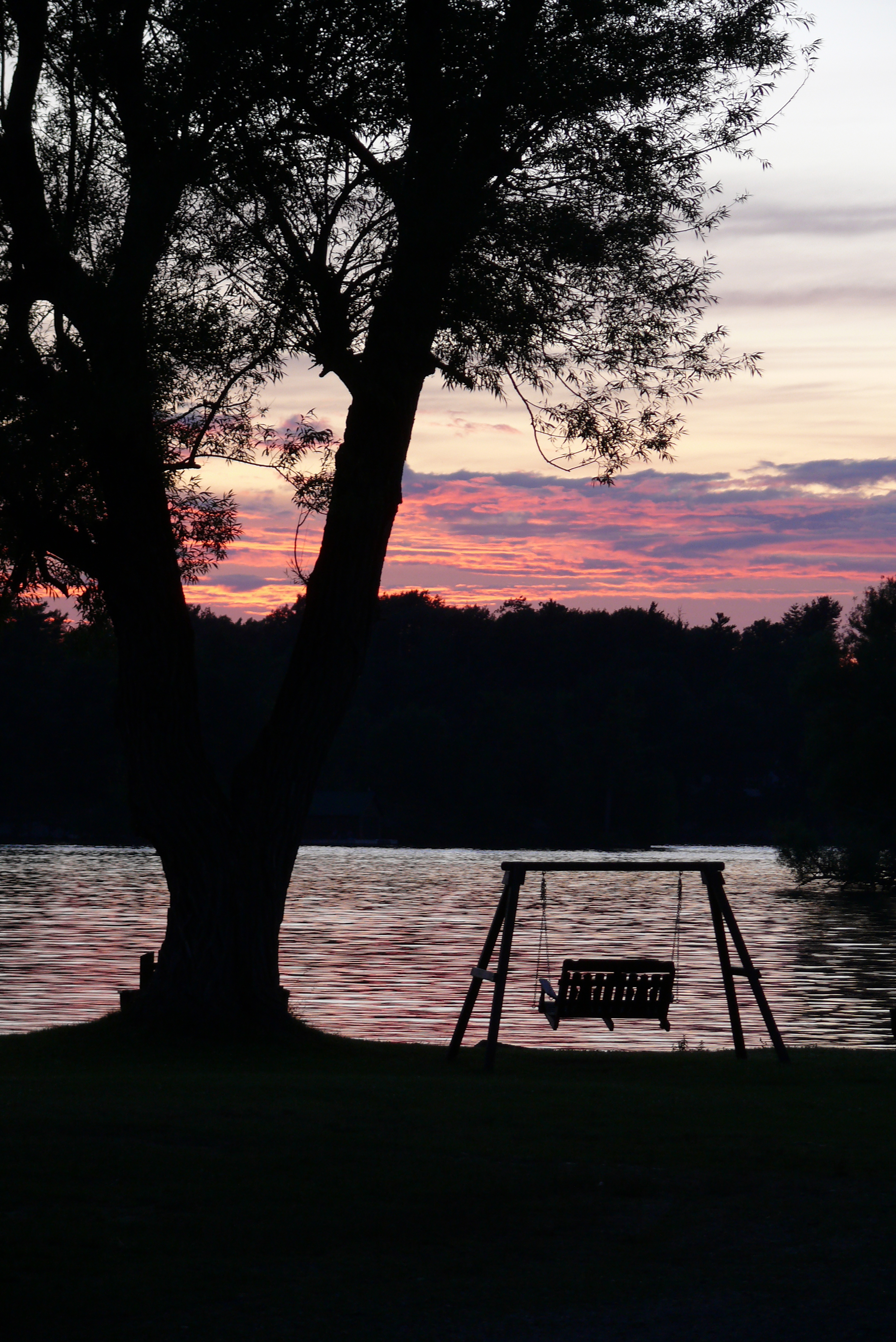
Zonsondergang
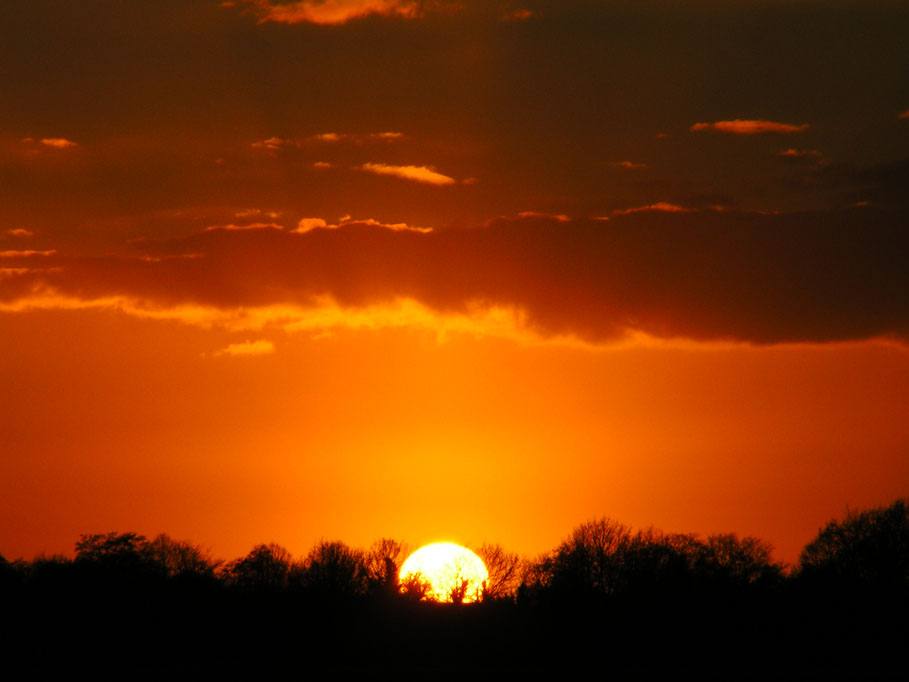
Zonsondergang vanaf het observatiedek van vliegveld Eelde
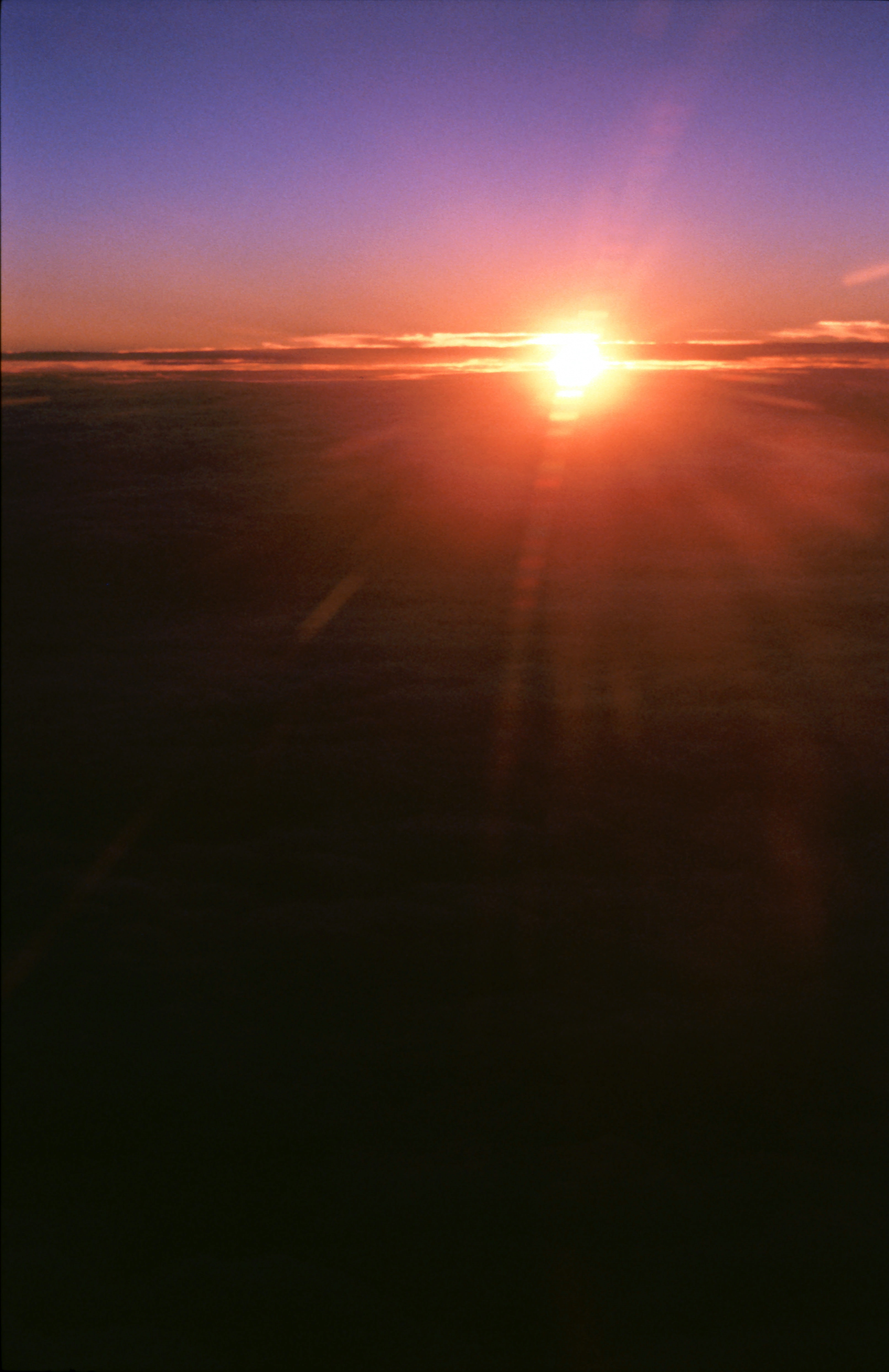
Zonsondergang vanuit een vliegtuig
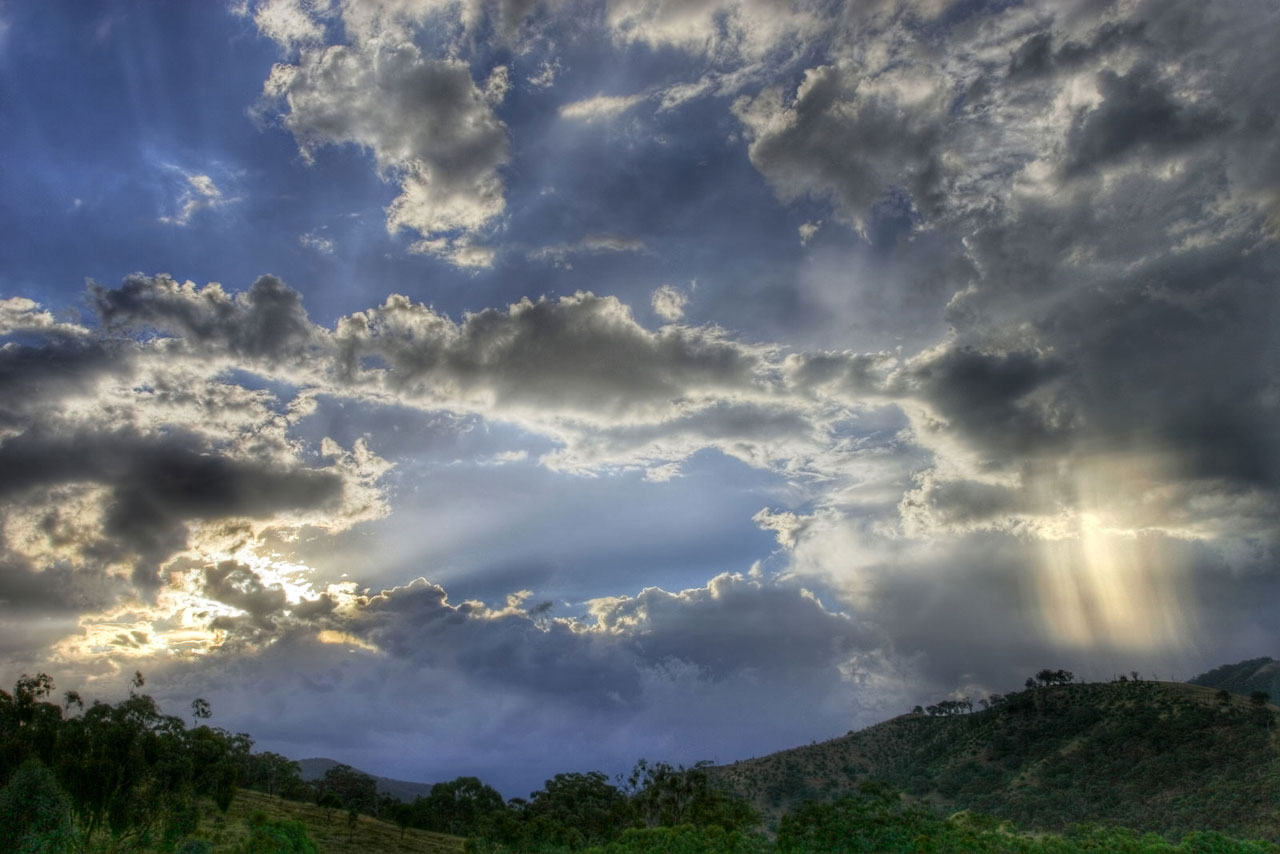
Zonsondergang
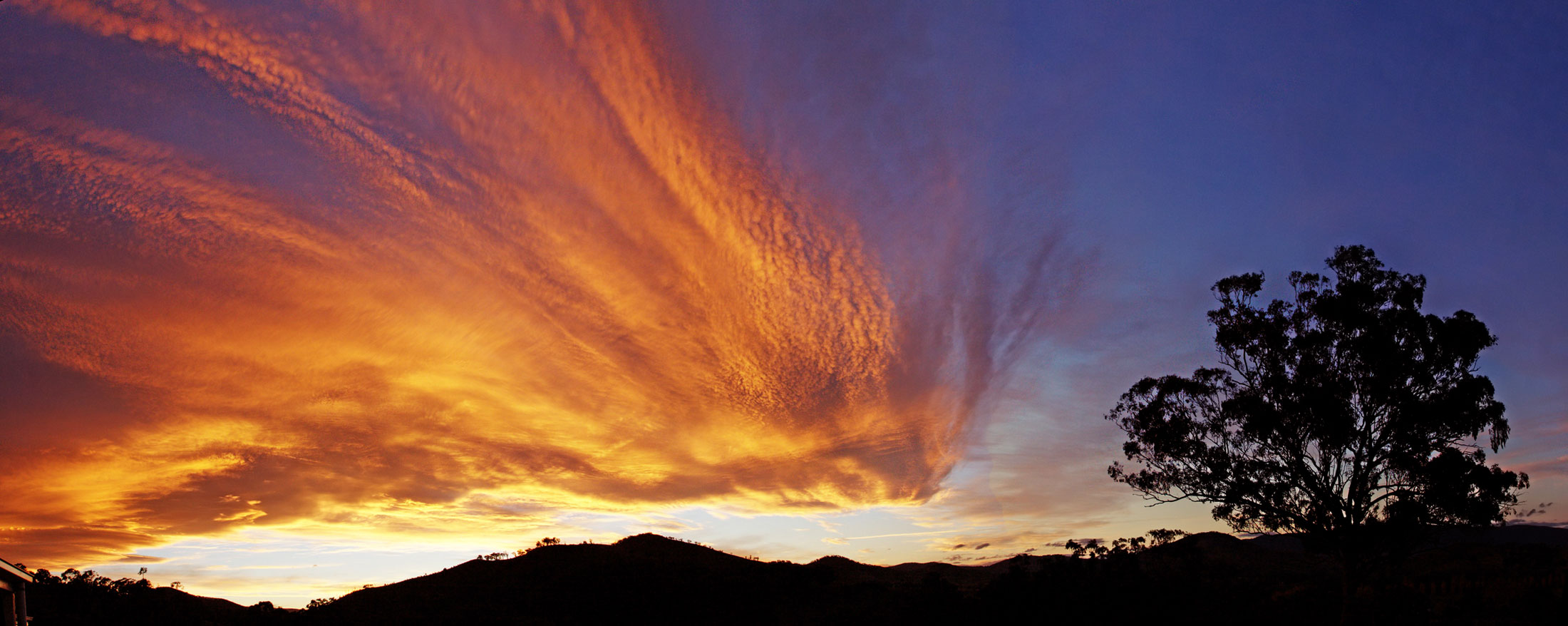
Zonsondergang, mei 2006
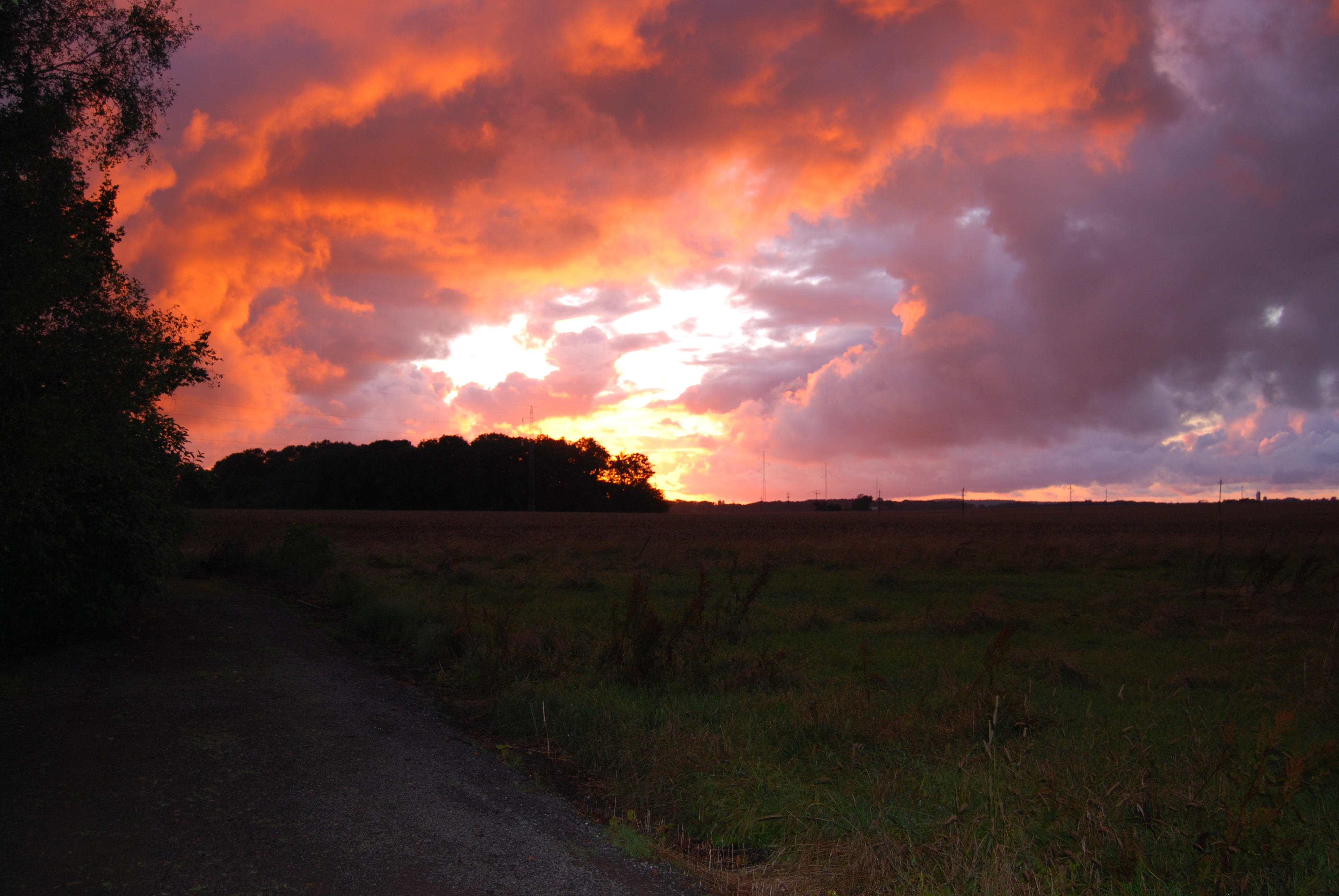
Zonsondergang op Bornholm 2007
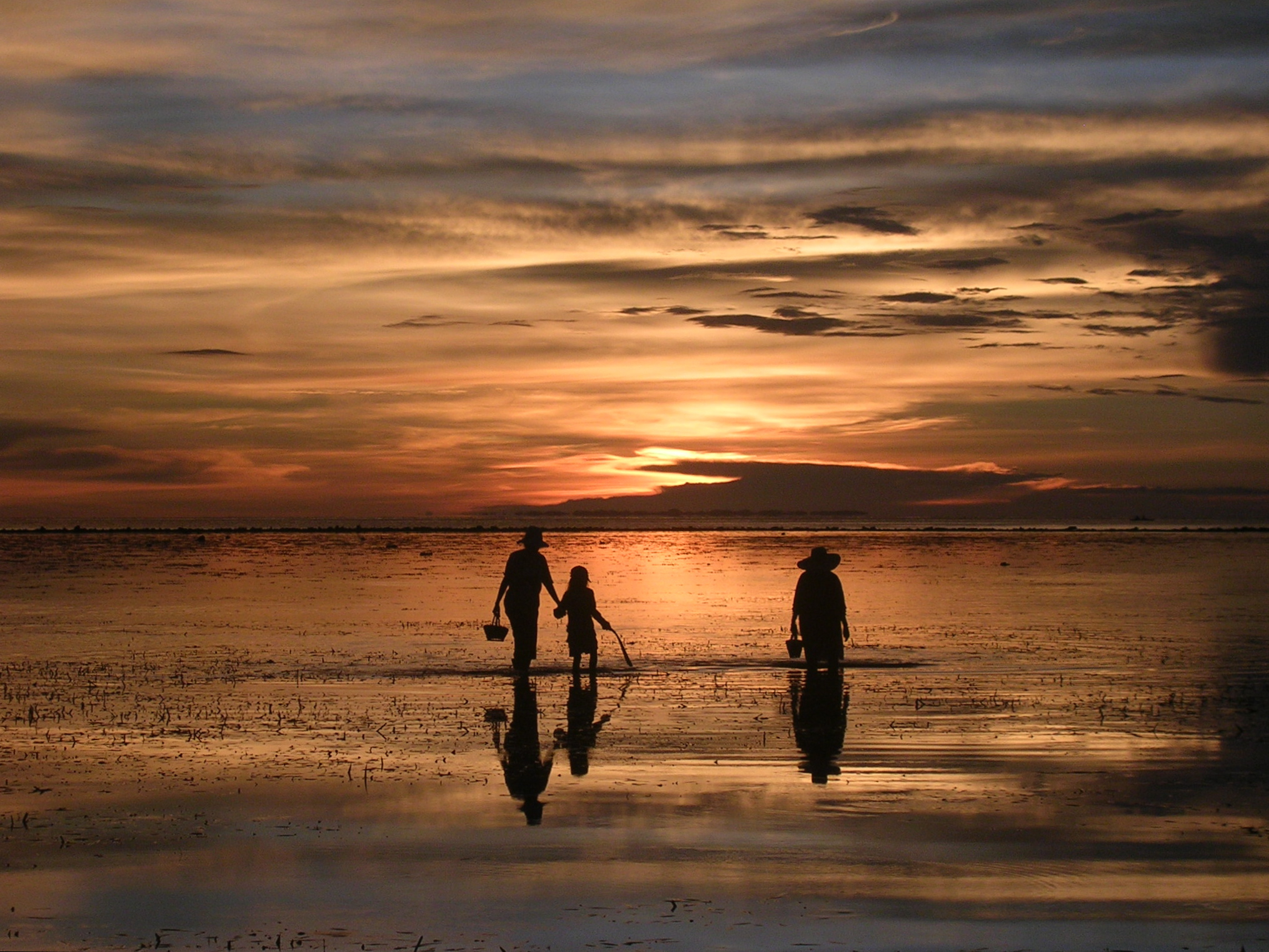
Zonsondergang op het Filipijnse eiland Biliran
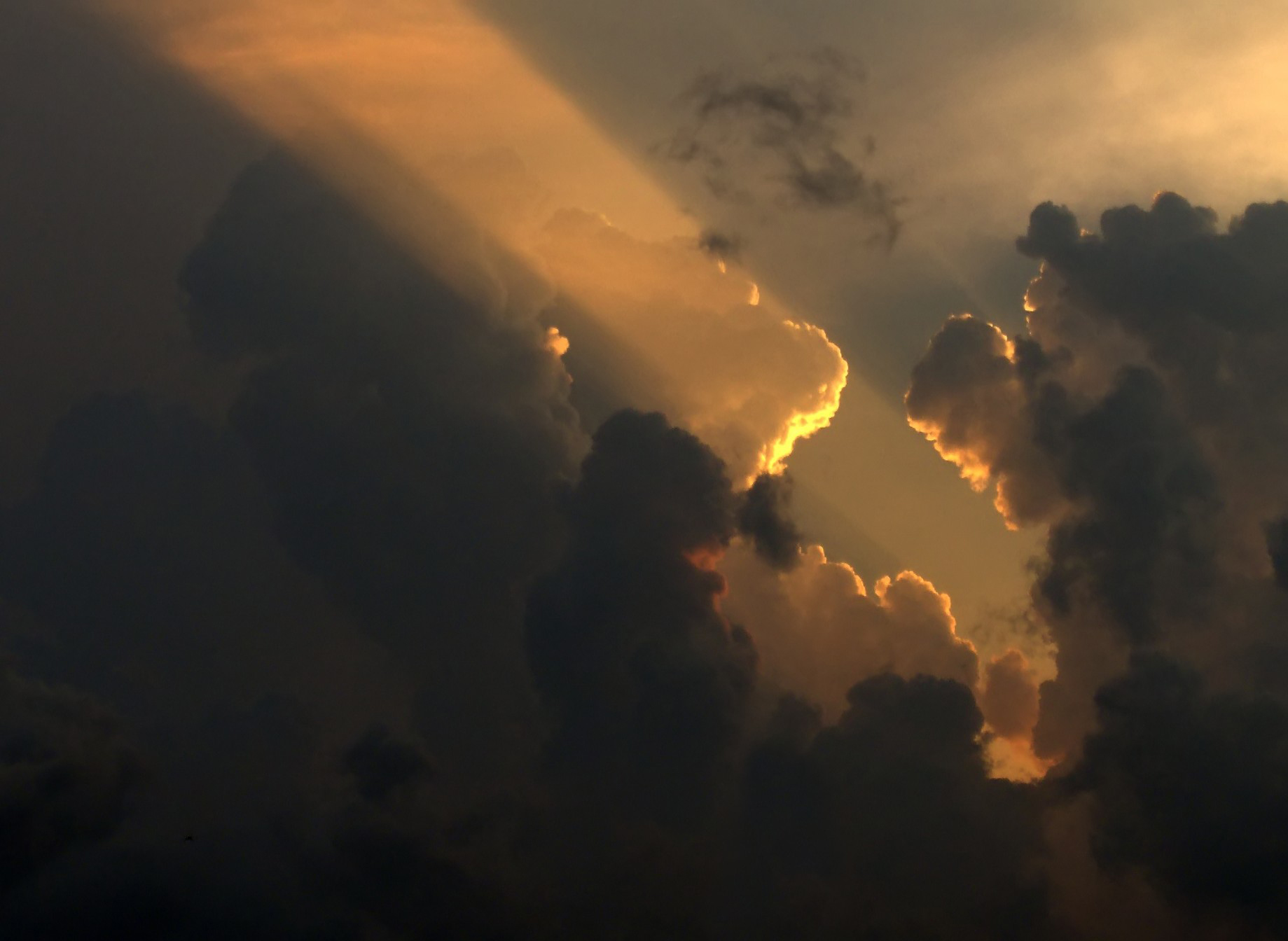
Zonsondergang bij Grenoble
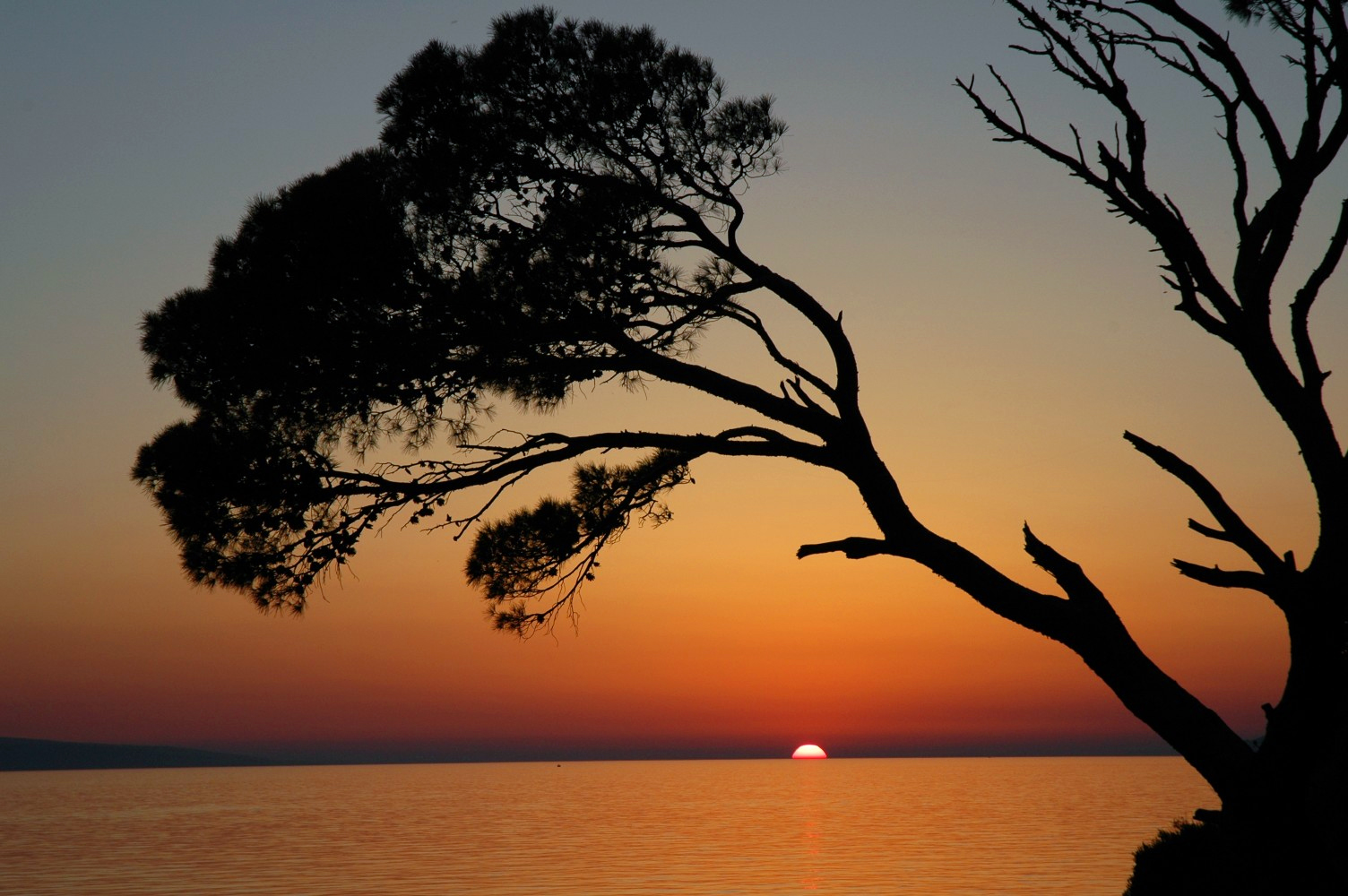
Zonsondergang in Brela, Kroatië
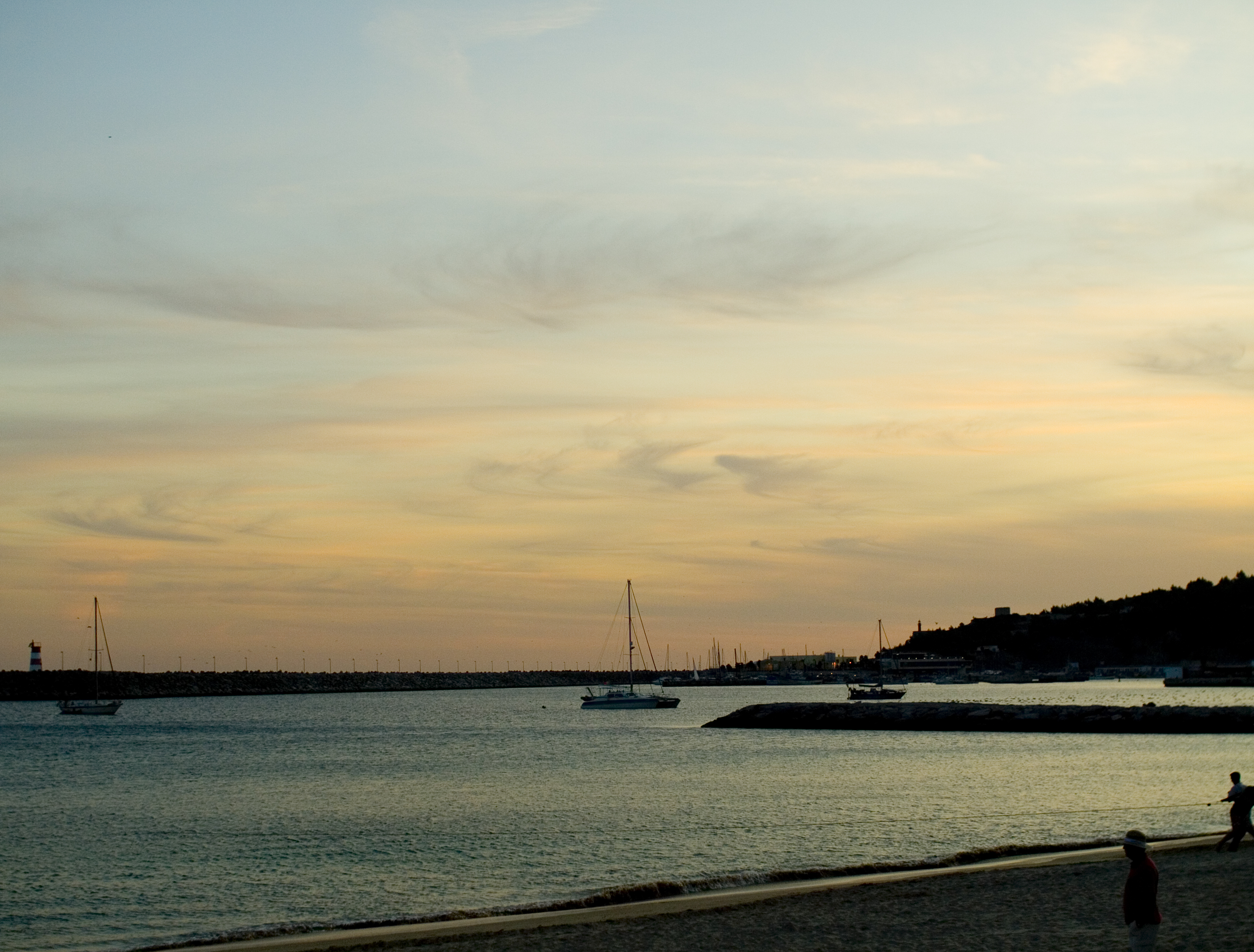
Zonsondergang in Sesimbra, Portugal

## Spreuk
Volgens het gezegde Avondrood teder, morgen mooi weder zou een rode zonsondergang de voorbode zijn van mooi weer de volgende dag. Er zijn enkele variaties op deze spreuk, zoals Morgenrood, regen in de sloot. Avondrood, zon op de boot.